# Paula Hitler
Paula Hitler (n. 21 ianuarie 1896, Hafeld⁠(d), Austria Superioară, Austria – d. 1 iunie 1960, Berchtesgaden, Bavaria, Germania) a fost sora mai mică a lui Adolf Hitler, liderul Germaniei naziste în timpul celui de-Al Doilea Război Mondial. A fost ultimul copil supraviețuitor al familiei Hitler și a trăit o viață relativ retrasă, departe de politică și de faima fratelui său.

## Tinerețea și familia
Paula Hitler s-a născut în Hafeld, Austria, fiind cel mai mic copil al lui Alois Hitler și al celei de-a treia soții a acestuia, Klara Hitler. Avea cinci frați și surori, dintre care doar ea și Adolf Hitler au supraviețuit până la vârsta adultă. După moartea părinților, Paula a rămas în grija rudelor apropiate și a trăit o viață modestă în Viena.

### Relația cu Adolf Hitler
Deși era sora lui Adolf Hitler, Paula nu a fost implicată în activitățile politice ale acestuia și nu a fost membră a Partidului Nazist. Relația dintre cei doi frați a fost una distantă, deși Adolf o ajuta financiar în mod ocazional. Paula și-a văzut rar fratele după ce acesta a devenit liderul Partidului Nazist și mai târziu Führer al Germaniei, însă se știe că au rămas în contact prin scrisori.

## Cariera și viața personală
Paula a lucrat ca funcționară în Viena, ducând o viață liniștită și ferită de atenția publică. După izbucnirea războiului, a fost angajată la un magazin de artă pentru o perioadă scurtă. Spre deosebire de fratele ei, Paula nu a avut nicio carieră politică și a evitat să discute despre viața publică a lui Adolf Hitler.
În timpul războiului, Paula și-a schimbat numele în Paula Wolff, pentru a evita asocierile directe cu Adolf Hitler, care folosea numele de Herr Wolf ca pseudonim în anii de început ai carierei sale politice. După încheierea războiului, Paula a fost arestată și interogată de autoritățile americane, dar a fost eliberată după ce s-a constatat că nu a fost implicată în activitățile naziste.

## Viața după război
După război, Paula Hitler a trăit într-o izolare aproape completă. S-a stabilit în Berchtesgaden, Bavaria, unde a locuit până la moartea sa în 1960. Paula a evitat publicitatea și a refuzat să acorde interviuri, cu excepția unor scurte comentarii în care a mărturisit că îl considera pe Adolf un frate bun, dar a afirmat că nu înțelegea multe dintre acțiunile sale.
Nu s-a căsătorit niciodată și nu a avut copii. După moartea sa, a fost înmormântată într-un cimitir din Berchtesgaden/Schönau.

## Moștenire
Paula Hitler a rămas o figură relativ obscură în istoria familiei Hitler, umbrită de notorietatea fratelui său. Lipsa sa de implicare în activitățile politice ale acestuia și viața retrasă pe care a dus-o după război au făcut ca povestea sa să fie puțin cunoscută publicului larg. De-a lungul vieții sale, Paula a preferat să rămână departe de orice controversă, iar puținele detalii disponibile despre viața ei provin din interogatoriile din timpul postbelic și din scrisorile familiei.